# Волков, Александр Михайлович (политик)
Александр Михайлович Волков (укр. Олександр Михайлович Волков, род. 30 апреля 1948, Киев) — украинский политик. Член КПСС в 1983—1991 годах. Народный депутат Верховной Рады Украины III и IV созывов (1998—2006). Кандидат политических наук.

## Биография
Родился в семье Героя Советского Союза М. К. Волкова. С 1964 по 1967 год работал слесарем-ремонтником Киевского главпочтамта. С 1967 по 1972 год учился на технологическом факультете Киевского торгово-экономического института. В 1972—1973 годах служил в отдельной хозяйственной роте Минобороны СССР, был личным поваром маршала Г. К. Жукова. После армии 16 лет проработал в системе агропромышленного комплекса.
В 1989 году, будучи директором одного плодокомбината Радянського района Киева, Волков создаёт производственный кооператив «Декор». В 1991 году создал и возглавил производственно-коммерческое объединение «ВГВ», на базе которого было организовано производственное объединение «ВАМ». В начале 90-х стал соучредителем несколько совместных предприятий: украинско-французское ВТА («Всемирное торговое агентство»), бельгийско-украинское «Белур» и украинско-венгерско-голландское «Субита». В конце 1992 года Волков и его партнёр по бизнесу Виктор Герасимов создали телекомпанию «Гравис».
В 1993 году Волков вошёл в правление Украинского Союза промышленников и предпринимателей и в Совет производителей и предпринимателей при премьер-министре Украины Леониде Кучме. С июля 1994 по сентябрь 1998 года был помощником президента Украины Кучмы. В 1995 году вместе с Вадимом Рабиновичем организовал Торгово-промышленную палату «Украина—Израиль» ( и телеканал «1+1», также становится членом наблюдательного совета Фонда содействия развитию экономики Украины (США).
В марте 1998 года баллотировался в Верховную раду Украины от «Блока демократических партий — Народовластие, Экономика, Порядок» (№7 в списке), но безуспешно. В сентябре 1998 победил на досрочных выборах по 208-му (Козелецкому) избирательному округу Черниговской области. С того же месяца назначается советником президента Украины, занимал посты заместителя председателя Координационного совета по вопросам местного самоуправления и заместителя председателя координационного комитета по вопросам внутренней политики при президенте Украины. В парламенте был членом Комитета по вопросам охраны здоровья, материнства и детства (февраль 1999—февраль 2000) и Комитета по вопросам законодательного обеспечения правоохранительной деятельности (с февраля 2000). В 1999 году участвовал в создании депутатской группы «Возрождение регионов» и партии «Демократический Союз». На выборах-1999 один из руководителей избирательной кампании Леонида Кучмы.
В феврале 2000 года Волков возглавил депутатскую группу «Возрождение регионов». в декабре того же года избран главой Совета партии «ДемСоюз». В апреле 2001 года стал председателем парламентской фракции партии «Демократический Союз». Впрочем уже в декабре 2001 года Волков заявил о сложении полномочий лидера партии. В марте 2002 года Волков добился в округе №208 переизбрания как кандидат блока «Демократическая партия Украины — партия „Демократический Союз“», набрав 35,82% голосов избирателей. В то же время в многомандатном общегосударственном округе блок Волкова сумел собрать всего 0,88%. В мае 2002 Александр Михайлович вошёл во фракцию партии «Единая Украина», в июне был включён в состав Комитета по вопросам экологической политики, природопользования и ликвидации последствий Чернобыльской аварии, в октябре перешёл во фракцию Социал-демократической партии Украины (объединённая). В 2002 году получил второе высшее образование, окончив юридический факультет Академии государственной налоговой службы Украины.
Ныне президент Института политического анализа и социального прогноза. С 2000 — вице-президент Федерации футбола Украины, вице-президент ФК «Динамо» (Киев). Любитель и пропагандист спортивной охоты, владеет 30 охотничьими ружьями общей стоимостью около $200 тыс., отстрелял т.н. большую и малую африканскую пятёрки, всего отстрелял 37 африканских животных.
Юрий Бойко в своё время отмечал про президентские выборы на Украине в 2004 году: «Насколько я осведомлен, деньги Березовского (для финансирования кампании Ющенко) шли через народного депутата Волкова и Юлию Тимошенко...»
Женат, две дочери и сын: Нина (1978 года рождения) — предприниматель; Александра (1985 года рождения) — студентка; Михаил (1992 года рождения).

## Награды и звания
- Орден «За заслуги» III (апрель 1998), II (август 2000) и I степеней (2013)[3].
- Офицер ордена «За заслуги перед Литвой» (13 ноября 2006 года, Литва)[4].
- Почётная грамота Кабинета Министров Украины (апрель 2003).
- Орден УПЦ МП Св. князя Владимира III (1998) и II степеней (2003)
- Орден УПЦ МП Преподобного Нестора Летописца I степени (2003).

Кандидат политических наук. Кандидатская диссертация на тему «Роль и место политических идеологий в обществах переходного типа. Политологический анализ». Автор монографий: «Общество переходного типа: опыт идеологических преобразований» (1998) и «Политическая идеология: ретроспективный анализ и принципы функционирования в современной Украине» (1999).

## Скандалы
А. М. Волкова подозревали в связях с криминалитетом. Например, утверждалось, что очень сильное влияние на Волкова имел Кисель Владимир Карпович, киевский криминальный авторитет «Кисель», пять раз судимый за тяжкие преступления, с которым Александр Михайлович, якобы, познакомился ещё в детстве. Также утверждалось, что 16 марта 1970 года Волков был завербован неким оперуполномоченным Уголовного розыска Киева (личное дело №270400, псевдоним «Михайлов»). Сообщалось о тесных связях Волкова с руководством правоохранительных органов. В частности он, якобы, убедил президента Кучму подписать Указ о присвоении начальнику управления охраны Велигоше генеральского звания.
По данным парламентской комиссии свою первую недвижимость за рубежом, в Бельгии, Волков приобрёл после того как тот в сентябре 1993 года убедил Л. Д. Кучму и Е. Л. Звягильского разрешить СП «Субито», возглавляемому Волковым, приобрести валюту по курсу Национального банка Украины, который был заметно ниже коммерческого курса. В том же 1993 году Волков познакомился с печально знаменитым Борисом Бирштейном, главой компании «Сиабеко».

В октябре 1999 года группа депутатов Верховной Рады обратились к президенту Кучме с заявлением. В нём, в частности сообщалось: 

«Члены Временной следственной комиссии Верховного Совета Украины и судебные органы Королевства Бельгия, в частности, установили, что бывший помощник Президента Украины (ныне — его советник), народный депутат Украины Волков А. М., используя свое служебное положение на протяжении 1994-1997 годов, как сам лично, так и вместе со своей женой и другими гражданами Украины (Юрий Назаренко, Виктор Ластовицкий) занимался за пределами Украины незаконной финансово-коммерческой деятельностью и „отмыванием“ денег. А именно: основывал и регистрировал различные коммерческие фирмы, в том числе и в оффшорных зонах, открывал и использовал в заграничных банках личные валютные счета, а также счета для коммерческих структур, в каких он был учредителем, и укрывал на этих счетах валютную выручку в особо крупных размерах. Расследованием установлено, что с 1993 по 1997 годы на личные счета Волкова А. М. и счета его фирм в банках Бельгии поступили средства на общую сумму почти 16 миллионов долларов США и 8 миллионов бельгийских франков…»

В обращении также говорилось, что судебные органы Бельгии 18 марта 1999 года арестовали все личные счета А. Волкова и счета его фирм, находящиеся в бельгийских банках, поскольку против него было выдвинуто серьёзное обвинение в «отмывании» денег нардепов Г. Омельченко и А. Ермака.
20 января 2000 года британская газета Financial Times со ссылкой на дипломатические источники сообщила, что США предложили президенту Украины Кучме исключить влияние на процесс принятия политических решений трёх спонсоров его избирательной кампании, в частности, Александра Волкова.